# Notre-Dame-du-Mont (Marseille)
Pour les articles homonymes, voir Notre-Dame.
Notre-Dame-du-Mont est un quartier du 6e arrondissement de Marseille en France, situé autour de l’église Notre-Dame-du-Mont qui lui a donné son nom.